# Bartholomaea sessiliflora
Bartholomaea sessiliflora är en videväxtart som först beskrevs av Paul Carpenter Standley, och fick sitt nu gällande namn av Paul Carpenter Standley och Steyerm.. Bartholomaea sessiliflora ingår i släktet Bartholomaea och familjen videväxter. Inga underarter finns listade i Catalogue of Life.